# Henri Lambooij
Johannes Hendrikus Josephus (Henri) Lambooij (Leeuwarden, 19 juli 1885 – Delden, 16 augustus 1974) was een Nederlands kunstschilder van Twentse landschappen.
Lambooij ontwierp ook grafmonumenten voor de Oorlogsslachtoffers Hannover 1943-1945 op de begraafplaatsen aan de Deurningerstraat en Oldenzaalsestraat te Hengelo, alwaar de onthulling heeft plaatsgevonden op 27 augustus 1949. De glas-in-loodramen voor de kapel van het Grundelhuis zijn tevens van zijn hand. Van Joseph Sylvester heeft hij vele tekeningen gemaakt.
Zijn vader, Hermanus Franciscus Lambooij, was houthandelaar en getrouwd met Petronella Charlotta Wilhelmina Wiffrie.
In zijn voormalig woonhuis is tegenwoordig de kunstsociëteit Lambooijhuis gevestigd.

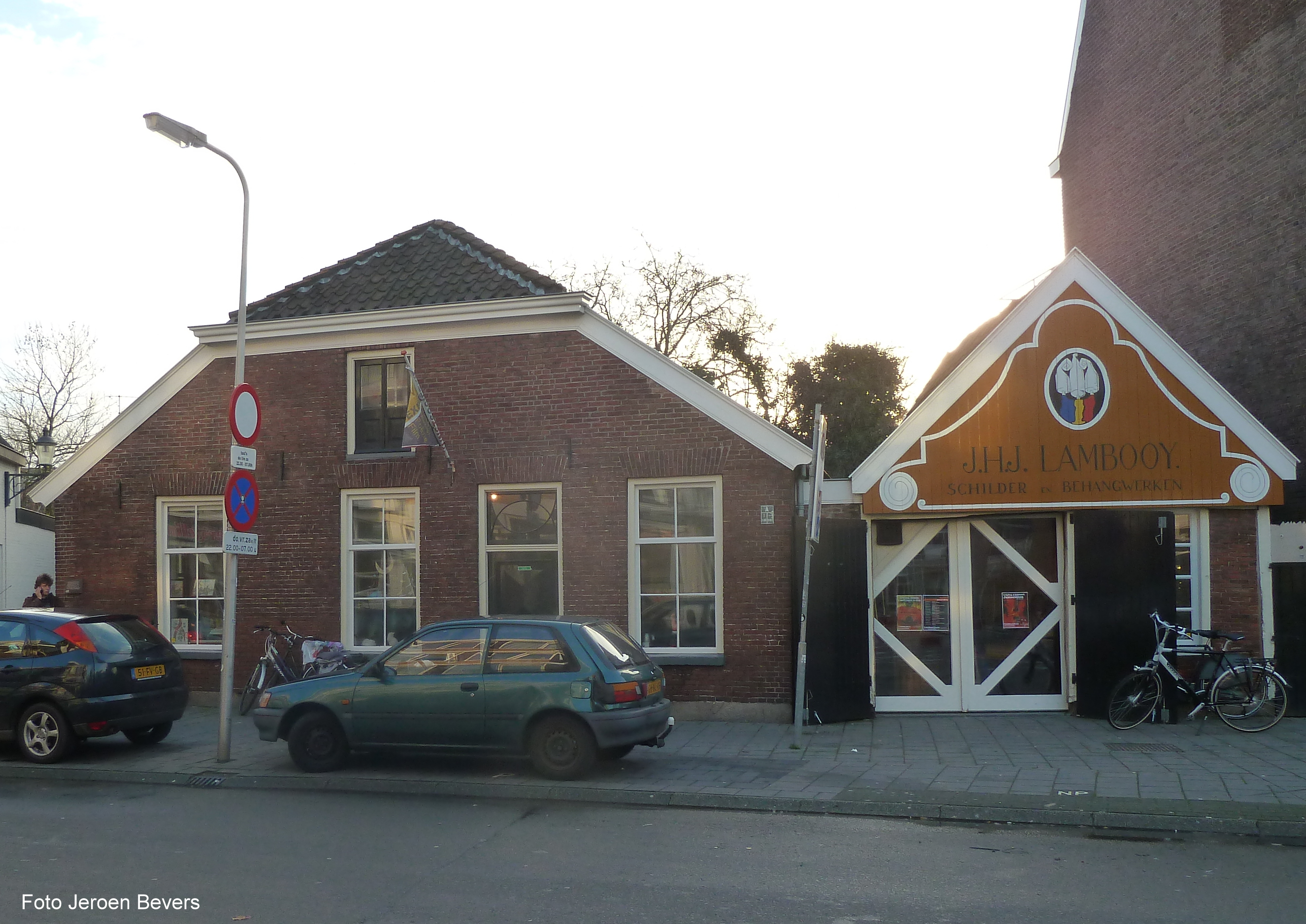
Het Lambooijhuis